# Jan Karel Hromádko
Jan Karel Hromádko (1735 Prostějov – 9. července 1805 Mikulov) byl moravský stavitel a zeměměřič, působící ve službách Ditrichštejnů. Je autorem řady kostelů, vybudovaných koncem 18. století na moravském ditrichštejnském panství.

## Život a dílo
Jan Karel Hromádko se narodil roku 1735 v Prostějově. V roce 1763 byl přijat do služeb Ditrichštejnů jako inženýr. Stal se nástupcem Františka Antonína Grimma, působícího na stejné pozici. Jeho pracovní náplní byl návrh a realizace stavebních projektů na ditrichštejnském panství, dále kontrola stavu a zajišťování oprav vrchnostenských staveb. Od roku 1770 působil také jako zemský zeměměřič pod vedením Jana Antonína Křoupala. Zemřel roku 1805 v Mikulově.
Jeho bratrem byl novoměstský stavební mistr František Hromádko, autor několika kostelů na novoměstském panství.
Hlavní Hromádkovou pracovní náplní bylo zhotovování katastrálních map a stavebních situací. Z jeho činnosti jako architekta jsou nejvýznamnější projekty „typizovaných“ halových kostelů, realizované během obnovy farní sítě na ditrichštejnském panství koncem 18. století. Stylově vycházejí z projektů jeho předchůdce Františka Antonína Grimma.
- Kostel svatého Jiljí v Bulharech, 1770
- Kostel svaté Kunhuty v Hlíně, 1771
- Kostel svaté Rozálie v Horních Věstonicích, 1773
- Kostel svatého Jakuba Staršího v Nikolčicích, 1775[4]
- Kostel svatého Jiří v Klentnici, 1785

## Galerie

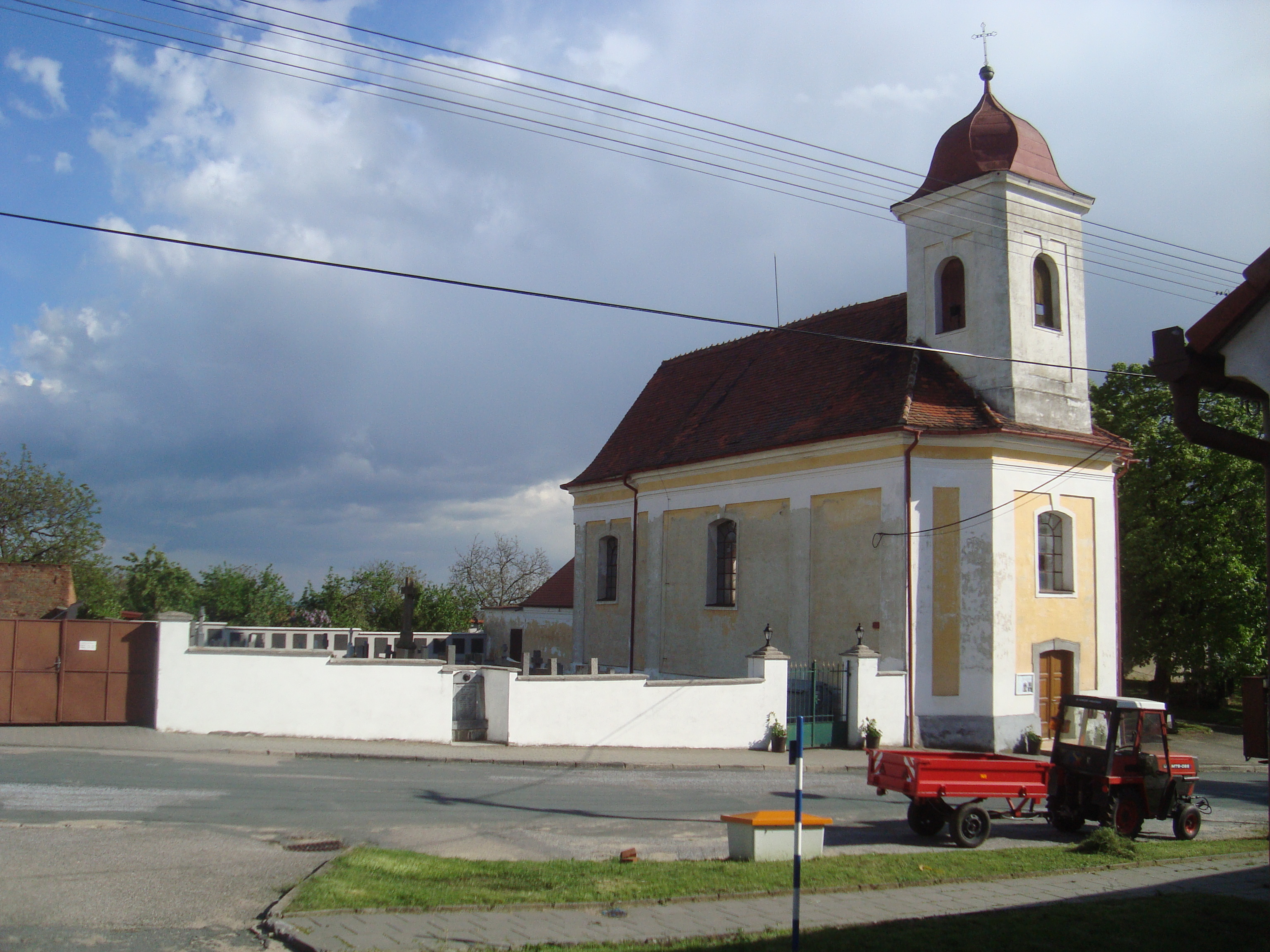
Hlína - kostel svaté Kunhuty
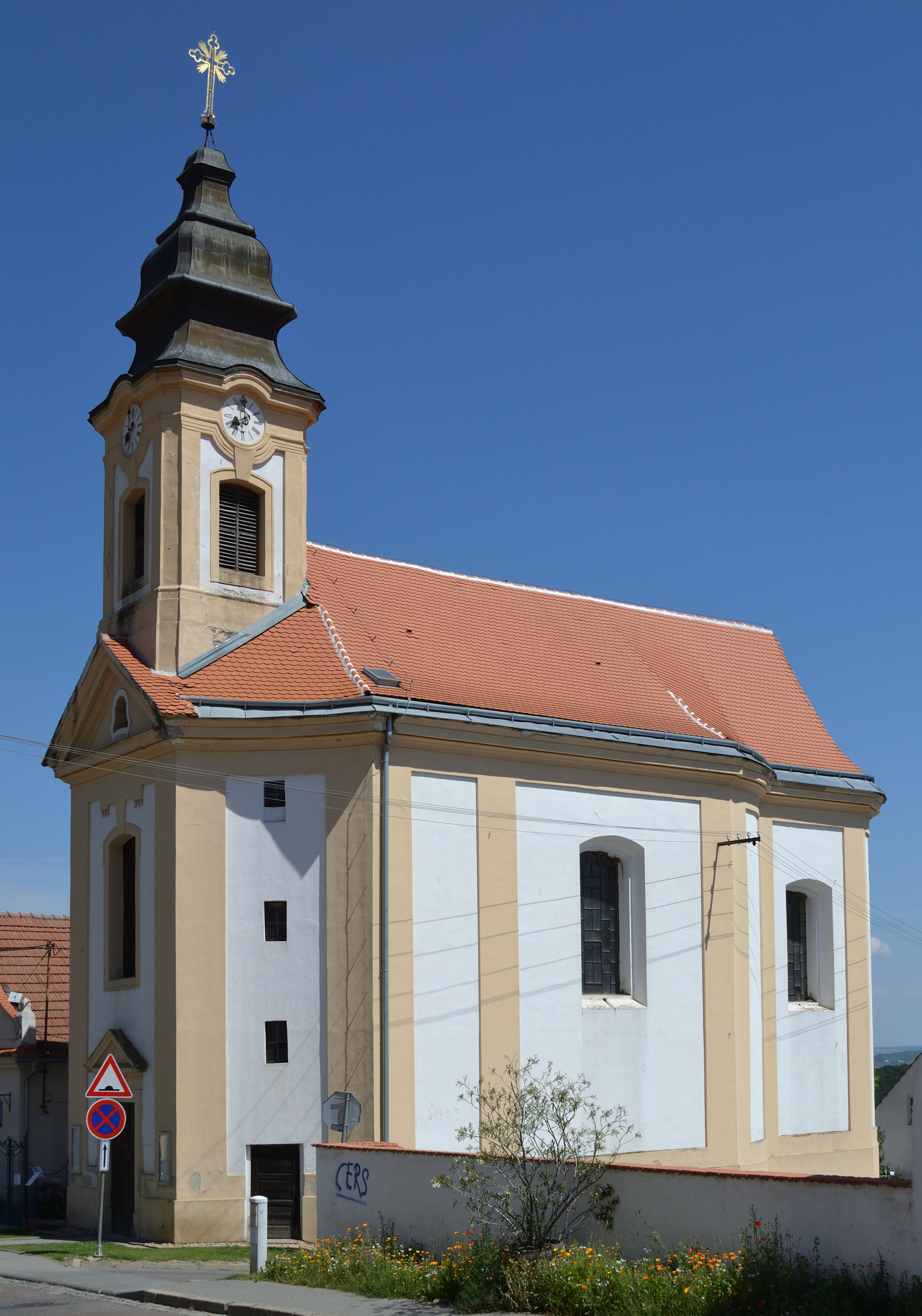
Klentnice - kostel sv. Jiří
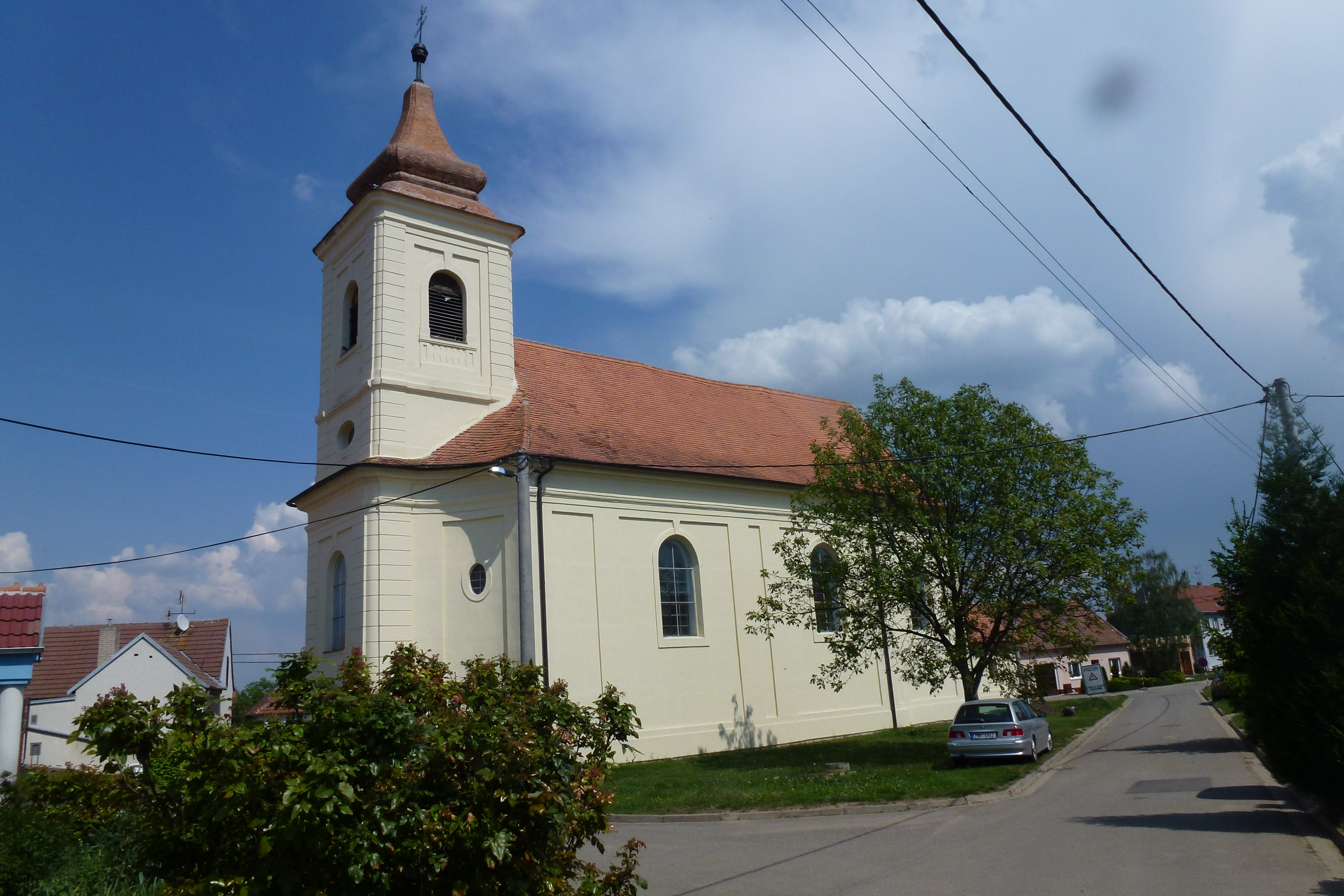
Bulhary - kostel sv. Jiljí
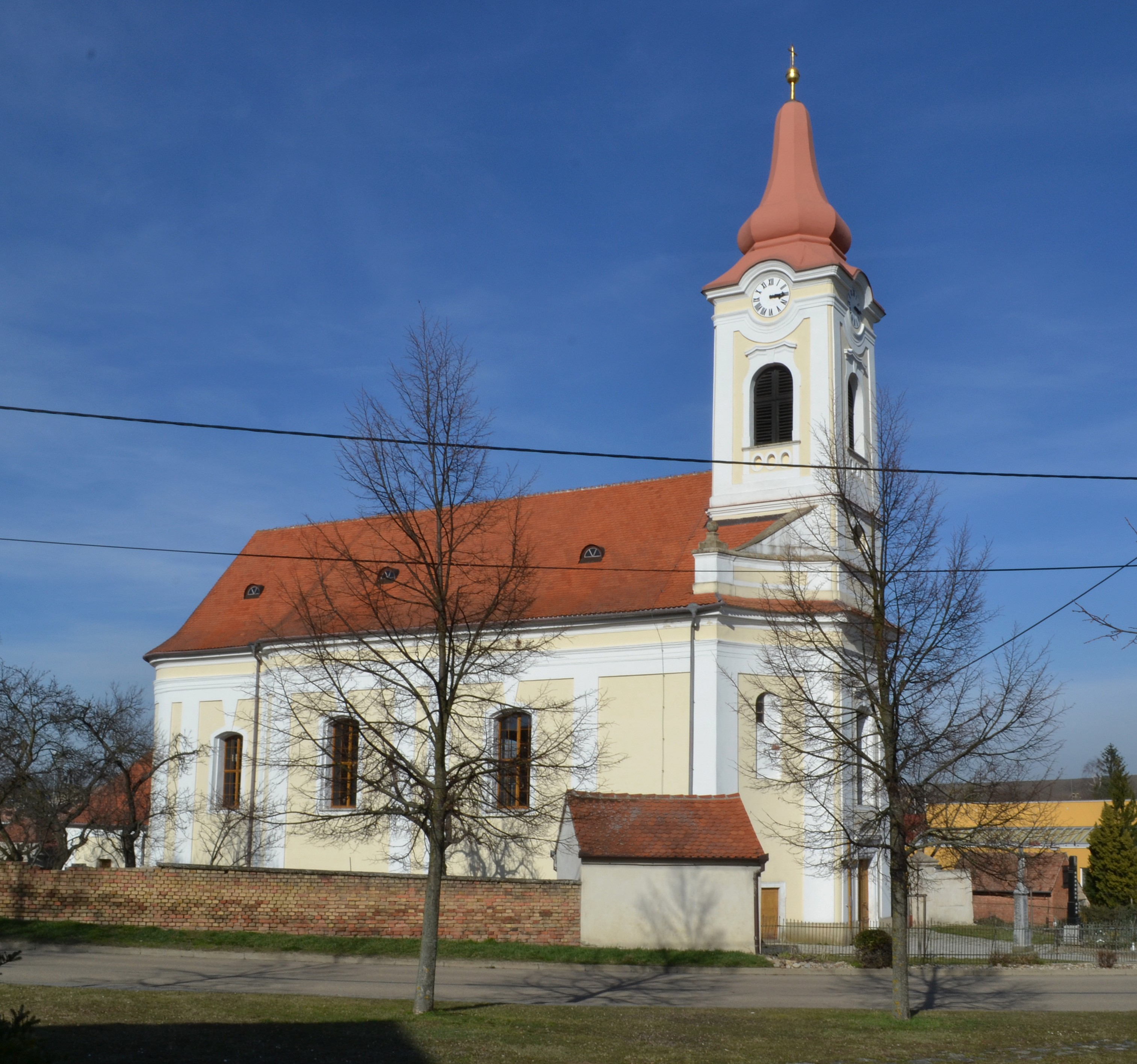
Nikolčice - kostel svatého Jakuba Staršího
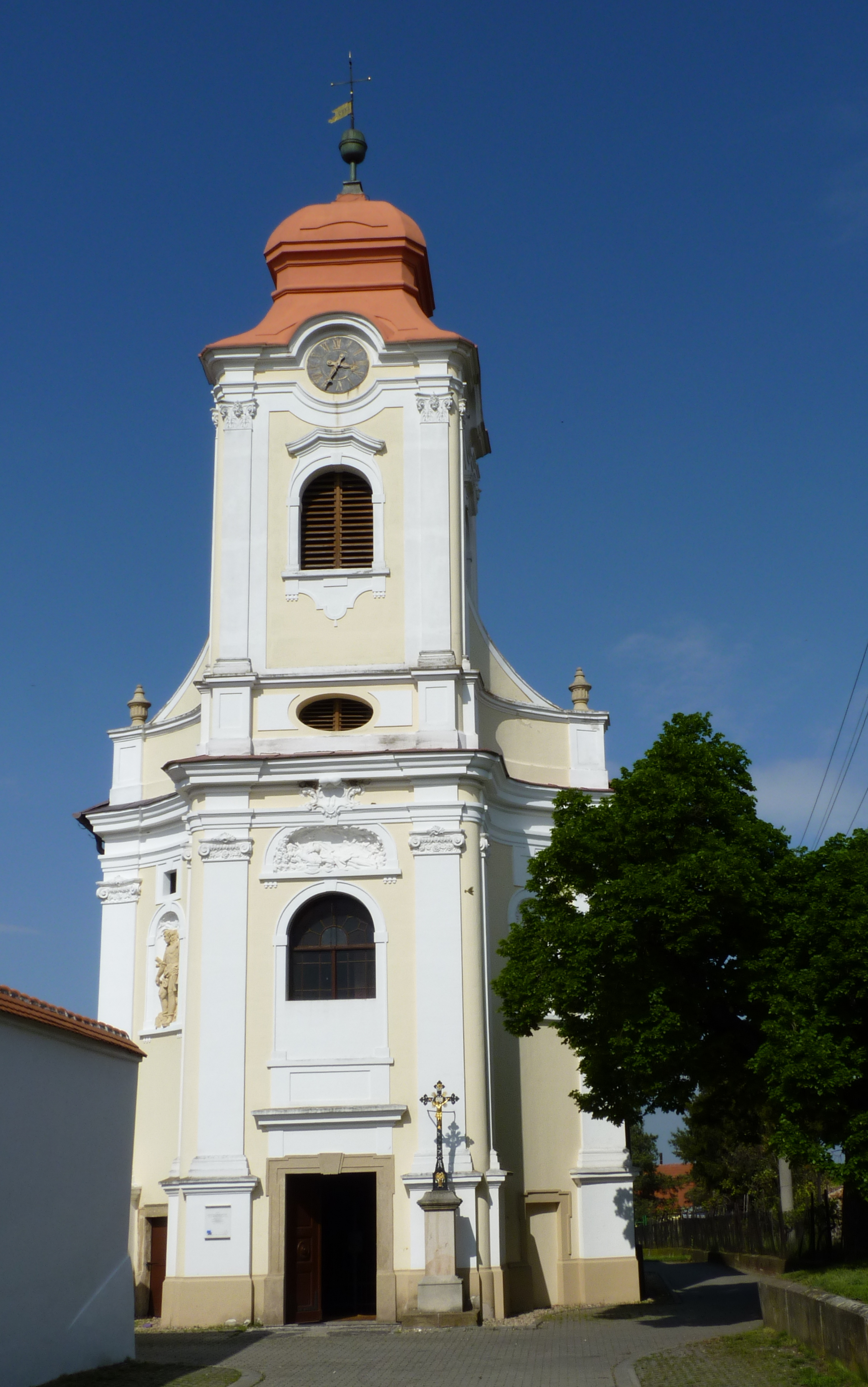
Horní Věstonice - Kostel svaté Rosalie